# William Jones (filolog)
Sir William Jones (n. 28 septembrie 1746 – d. 27 aprilie 1794) a fost un filolog, orientalist, poet și avocat britanic. Începând cu anul 1783, a ocupat funcția de judecător al Curții Superioare din Calcuta. Este cunoscut pentru opera sa în domeniul familiei lingvistice indo-europene.
Astfel, prin lucrarea „The Sanscrit Language” („Limba sanscrită”), în care a remarcat asemănarea dintre  sanscrită, latină, greacă și persană, i se atribuie redescoperirea familei de limbi indo-europene.